# Čínská architektura

Síň Nejvyšší harmonie v pekingském Zakázaném městě

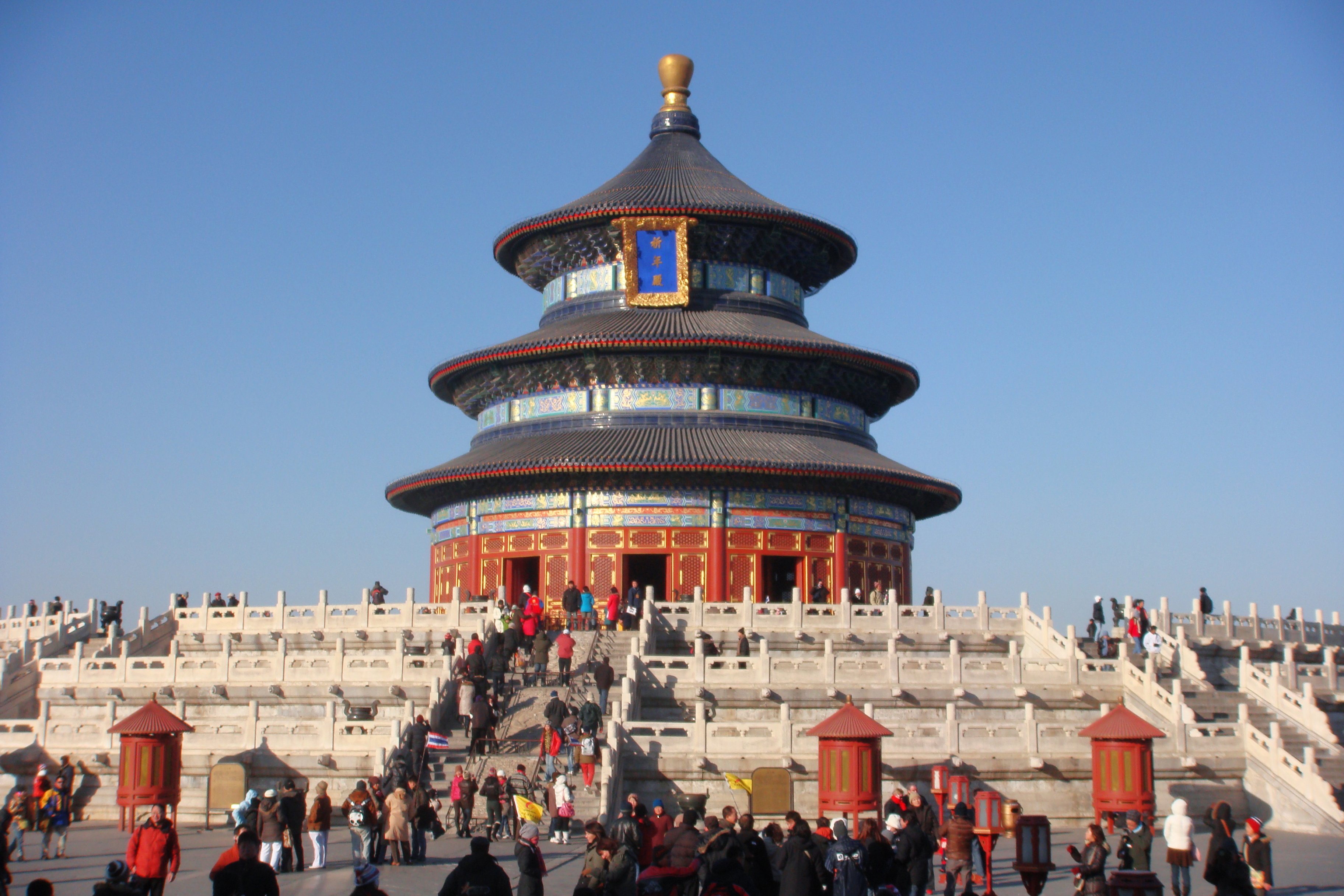
Síň modliteb, hlavní budova Chrámu nebes v Pekingu

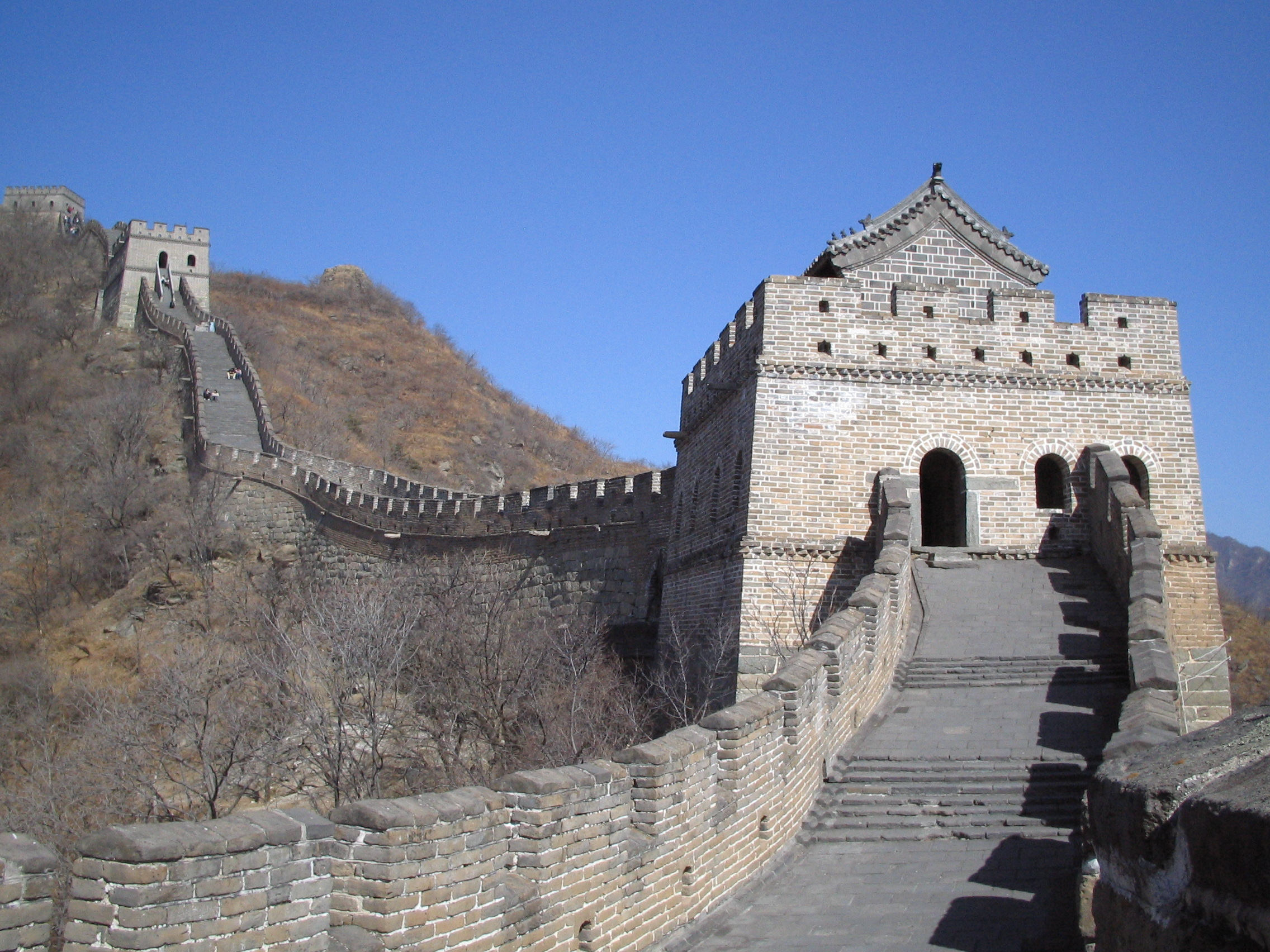
Strážní věž Velké čínské zdi poblíž Pekingu

Čínská architektura představuje architektonický styl, který se v Číně vyvíjel po tisíciletí, než se začal šířit do okolních zemí, až posléze ovlivnil architekturu v celé východní Asii.

## Základní údaje

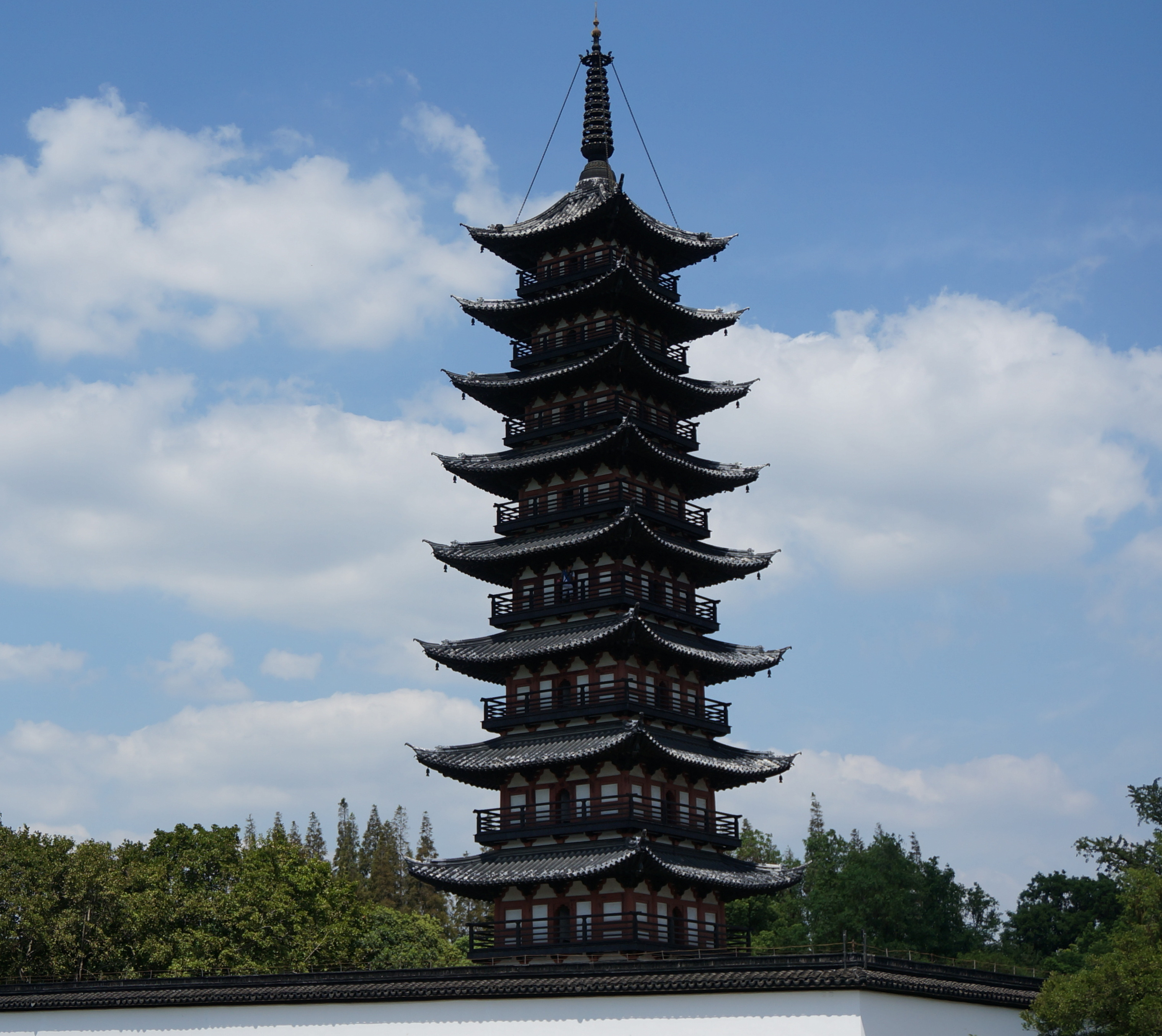
Čtvercová pagoda v Sung-ťiangu v Šanghaji

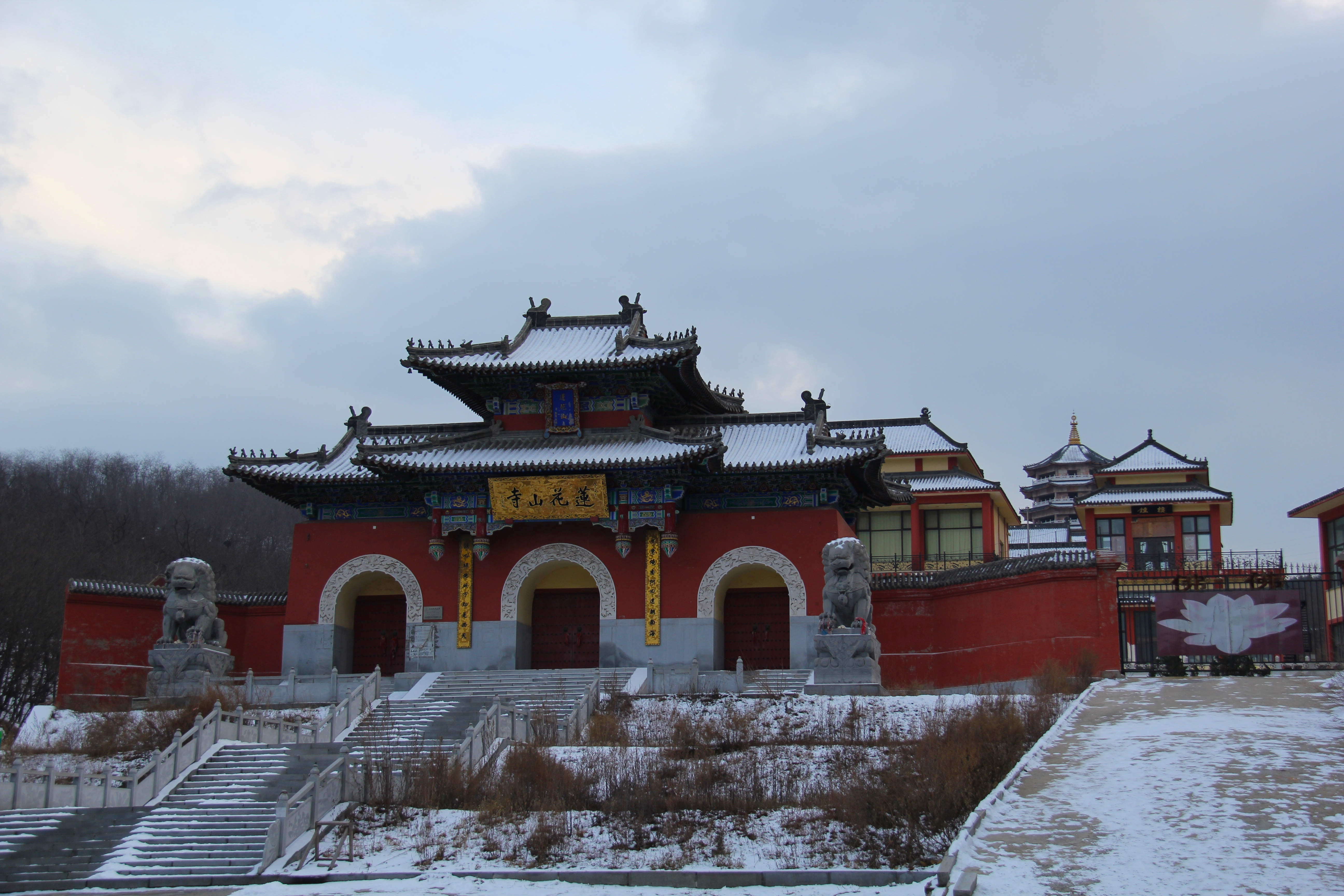
Chrám lotosového květu v Ta-lienu

Strukturální principy stylu zůstaly v průběhu staletí neuvěřitelně konstantní, změny se často týkaly pouze dekorativních detailů. Bez ohledu na konkrétní regiony a použití budov existují určité společné vlastnosti čínské architektury: 
Tradiční čínské budovy zdůrazňují zvláštním způsobem vodorovné plochy. Charakteristické jsou také zakřivené, převislé krokve a malé zvýraznění svislých stěn. Na mohutných kamenných terasách byly často postaveny ušlechtilejší budovy, například v palácích císaře a šlechty. Na rozdíl od vzestupnějších západních budov připisují čínští stavitelé větší důležitost vizuálnímu dojmu šířky a velkorysosti budovy. Například síně a paláce Zakázaného města v Pekingu mají ve srovnání s evropskými reprezentativními budovami relativně nízké stropy, ale rozsáhlé pozemky, nádvoří a uličky v celém rozsahu vytvářejí dojem všeobjímající povahy císařské Číny. Pagody, které jsou celkově poměrně zřídka vidět, jsou výjimkou. 
Další charakteristikou všech čínských staveb, od statků po paláce, je důraz na symetrii, která budovám obvykle dodává auru velkoleposti a vznešenosti. Opačné pojetí však sledují zahrady, které byly obvykle uspořádány co nejvíce asymetricky a podobně jako čínské krajiny usilovaly o reprodukci přírody v původním stavu. Čínské stavby se občas stavěly z červených nebo šedých cihel, ale převažuje dřevěná konstrukce. To se ukazuje jako relativně odolné proti zemětřesením, ale extrémně náchylné ke střelbě. Specialitou jsou čínské dřevěné mříže ve dveřích a oknech. Krokve čínských domů jsou obvykle zakřivené. Existují podrobné klasifikační systémy pro různé tvary štítů a krokví, které připomínají klasické sloupové řády starověké Evropy. Byla rozšířena rezervace určitých barev, čísel nebo bodů kompasu pro určité budovy nebo jejich majitele. Odráží tradiční čínskou víru v imanenci, podle níž jsou vlastnosti objektu odvozeny z jeho vlastní vnitřní struktury a nejsou připisovány transcendentnímu bohu nebo světovému principu. Číně málo odpovídá rozsáhlá architektonická literatura Západu. Nejstarší text tohoto druhu, Kchao kung-ťi (Kaogong ji, 考工记) byl sotva kdy přijat. 

## Historie
Styl čínské architektury se upevnil v raném císařském období. Od časů dynastie Tchang měla čínská architektura značný vliv na architekturu v Japonsku, Koreji, Mongolsku a ve Vietnamu. Méně jednoznačně se pak její vliv projevoval v jižní a jihovýchodní Asii, včetně Malajsie, Singapuru, Indonésie, Srí Lanky, Thajska, Laosu, Kambodže a Filipín.
Určitý pokles významu čínské architektury lze pozorovat od pokroku západních stavebních metod na počátku 20. století. V reakci na to byly občas provedeny pokusy o integraci tradičních čínských prvků do moderních budov postavených podle západních vzorů, i když se tyto snahy obvykle setkaly jen se skromným úspěchem. Tlak na rozvoj měst v celé Číně navíc vyžadoval vyšší rychlost výstavby a vyšší poměr podlahové plochy, což znamená, že ve velkých městech se poptávka po tradičních čínských budovách, jež jsou obvykle nižší než 3 patra, snížila ve prospěch moderní výstavby. Tradiční dovednosti čínského stavitelství, včetně velké a menší tesařiny, zedničiny ‎a kamenické práce, se však stále uplatňují při stavbách ve stylu lidové architektury v‎ rozsáhlých venkovských oblastech Číny. ‎